# Heiligegeiststraße 5 (Quedlinburg)

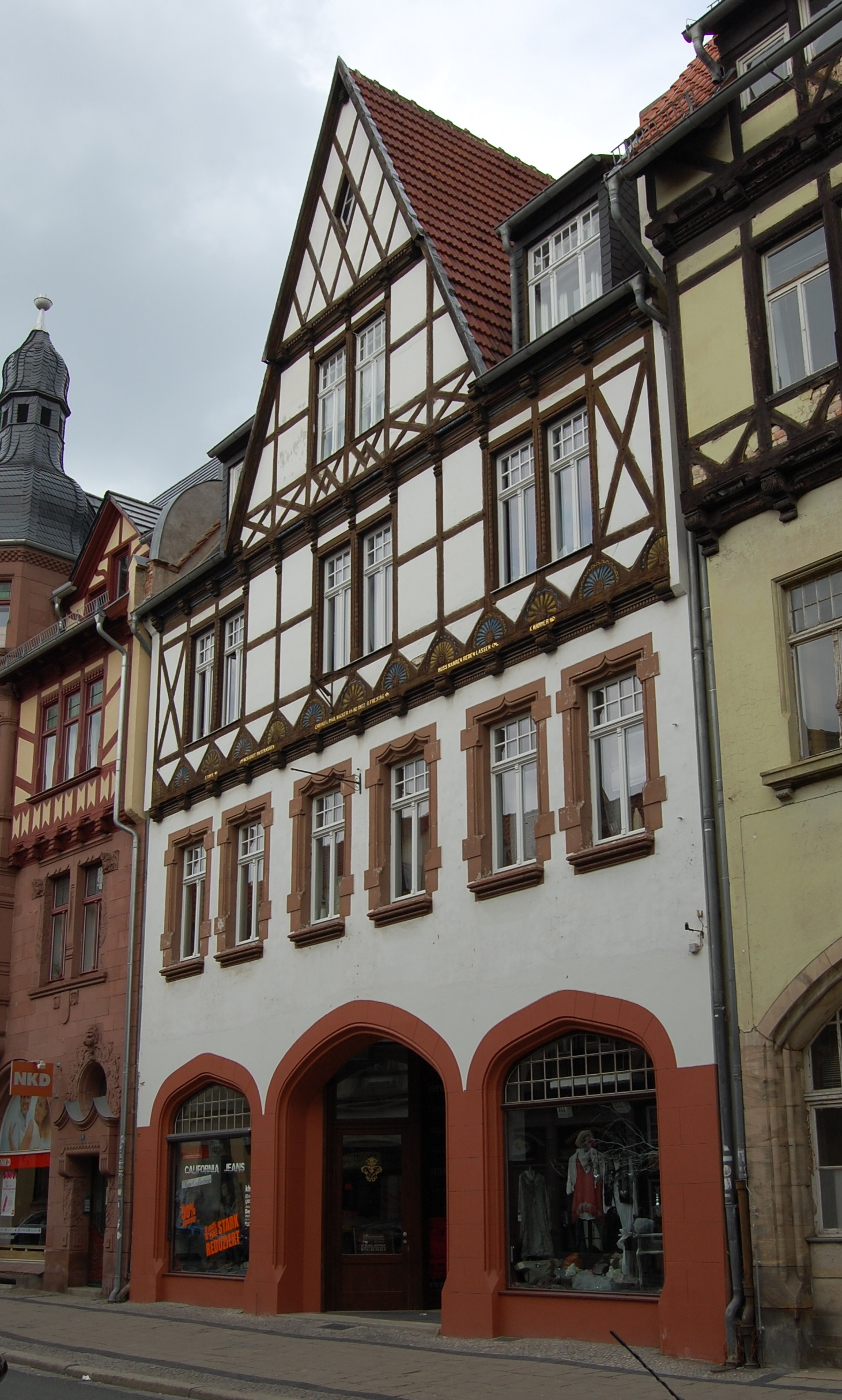
Haus Heiligegeiststraße 5

Das Haus Heiligegeiststraße 5 ist ein denkmalgeschütztes Gebäude in der Stadt Quedlinburg in Sachsen-Anhalt.

## Lage
Es befindet sich im Stadtgebiet südlich des Quedlinburger Marktplatzes. Westlich grenzt das gleichfalls denkmalgeschützte Haus Heiligegeiststraße 4 an.

## Architektur und Geschichte
Das Wohn- und Geschäftshaus entstand im Jahr 1902 für den Ingenieur Freitag. Im Quedlinburger Denkmalverzeichnis ist es als Wohn- und Geschäftshaus eingetragen. Die beiden unteren Geschosse wurden in massiver Bauweise errichtet. Darüber befindet sich ein Stockwerk samt Giebel in historisierender Fachwerkbauweise, die verschiedene Fachwerkzierformen aufweist. Teilweise ist es farbig bzw. vergoldet gestaltet. Der Einsatz der Fachwerkelemente erfolgte auf Drängen des städtischen Bauamtes. An der Stockschwelle des Gebäudes befindet sich eine Inschrift.